# کازوکی کیتامورا
کازوکی کیتامورا (انگلیسی: Kazuki Kitamura؛ زاده ۱۷ ژوئیهٔ ۱۹۶۹) بازیگر اهل ژاپن است. 